# Erlenbach (Thaler Bach)
Der Erlenbach ist ein linksufriger Zufluss des Thaler Baches im österreichischen Bundesland Steiermark. Er entwässert den zentralen Siedlungsraum im Thaler Becken nahe der Landeshauptstadt Graz.

## Verlauf
Der Erlenbach entspringt im Wald östlich des Straßengelberges im Norden der Gemeinde Thal. Er verläuft zunächst als periodisches Gerinne durch einen in südsüdöstliche Richtung ziehenden Graben und trennt die beiden Weiler Schlüsselhof und Kötschberg voneinander. Nach Durchqueren landwirtschaftlicher Nutzflächen erreicht der Bach ein Hochwasserrückhaltebecken. In Unterthal nimmt er rechts zwei kleinere Zubringer auf und wird vom Thaler Kirchberg in Richtung Nordost abgelenkt. Nach einem orthogonalen Knick bei Unterbichl durchbricht der Erlenbach die Kalkscholle des Grazer Paläozoikums und trennt den Madersberg im Norden vom Kirchberg im Süden, ehe er an der L339 (Thalerseestraße) im Thaler Graben in den gleichnamigen Bach mündet.

## Hochwasserschutz

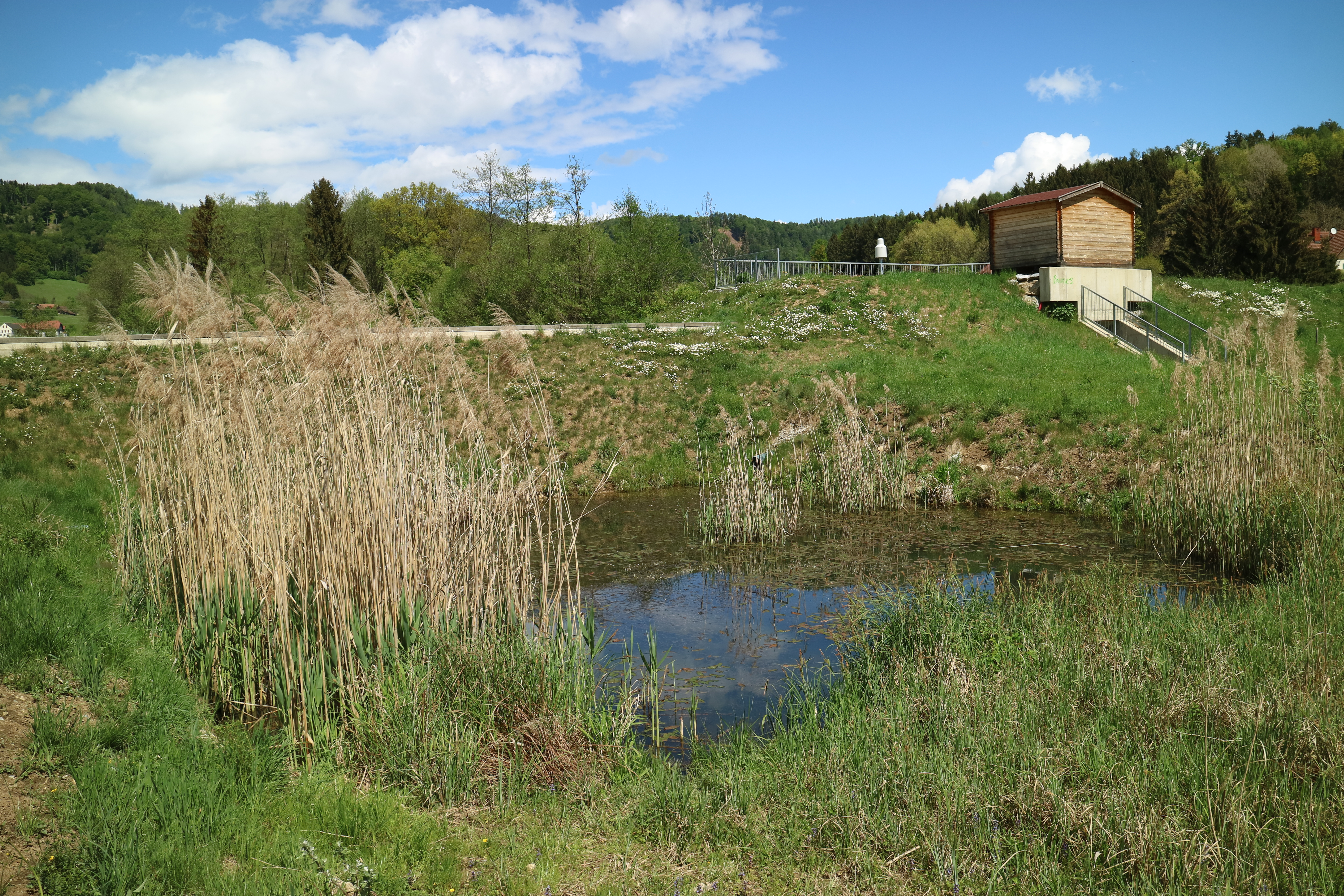
Staudamm und Grundablass

Aufgrund wiederkehrender Überflutungen in Thal und Graz-Gösting durch den Thaler Bach und seinen größten Zubringer Erlenbach wurde 2011 ein Hochwasserschutzprojekt gestartet. Nach zweijähriger Bauzeit wurde im Juni 2018 ein Rückhaltebecken östlich von Schloss Oberthal fertiggestellt, welches über einen 250 m langen und 4,3 m hohen Homogendamm mit einer Kubatur von etwa 8000 m³ verfügt. Damit soll es möglich sein, den Abfluss im Fall eines 100-jährlichen Hochwassers (HQ100) bei einem Speicherinhalt von knapp 32.000 m³ von 12,4 auf 1,2 m³/s zu reduzieren. Wegen des nur bedingt tragfähigen Untergrundes musste vor Bau des Dammes und des Grundablasses eine Vorlastschüttung aufgebracht und die Setzung abgewartet werden.
Im Ortsteil Unterthal erfolgte im selben Zeitraum auf einer 700 m langen Fließstrecke ein Linearausbau des Baches. Dazu wurde eine Krainerwand aus Lärchenholz errichtet und mit einer Verbreiterung des Bachprofils die ökologische Situation verbessert. Die Gesamtkosten für die Schutzmaßnahmen beliefen sich auf 1,75 Millionen Euro und wurden von Bund, Land und Gemeinde sowie der Stadt Graz getragen.